# Nes (Akershus)
Nes è un comune norvegese della contea di Akershus.